# 热纳维耶芙·拉卡斯
热纳维耶芙·拉卡斯（法語：Geneviève Lacasse，1989年5月5日—），加拿大女子冰球运动员。她曾代表加拿大国家队参加2014年和2018年冬季奥林匹克运动会冰球比赛，获得一枚金牌和一枚银牌。